# 伊藤かな恵
伊藤 かな恵（いとう かなえ、1986年11月26日 - ）は、日本の女性声優、歌手。青二プロダクション（芸能事務所）およびランティス（レコード会社）所属。

## 略歴
1986年11月26日に長野県長野市で誕生。中学生時代にアニメ『HUNTER×HUNTER』のラジオ番組『HUNTER×HUNTER R』で竹内順子と三橋加奈子のトークを聴いたことがきっかけで竹内順子に憧れを抱き、自身も声優を目指すようになった。姉が高校で演劇部の部長をしており、発表会を見ていた時に「演劇楽しそう！」と思い、姉と同じ高校に進学。声優を目指して後、高校時代は複数のクラブを掛け持ちして演劇部にも所属、演劇部では部長を務めた。
長野県長野東高等学校卒業後はアミューズメントメディア総合学院に入学。アミューズメントメディア総合学院在学時に声優ユニット・こえっちに中途加入したが、こえっちは2005年11月に解散。その後、こえっちのメンバーで構成された声優ユニット・りらちっちの結成に参加したが、2007年1月28日にこちらも解散した。2007年にアミューズメントメディア総合学院声優タレント学科を卒業した。なお、アミューズメントメディア総合学院在学時の2006年に、インターンシップでテレビアニメ『妖逆門-ばけぎゃもん-』に声優として出演していたが、同校を卒業した2007年にはテレビアニメ『しゅごキャラ!』で主役の日奈森あむを演じた。
以降、『しゅごキャラ!』シリーズの他にも様々なアニメやゲームで声をあて、海外の作品の吹き替えも行う。また、ラジオ番組にも出演し、2009年にはテレビドラマ『幼獣マメシバ』では女優、雑誌『保育のひろば』ではモデル、さらにはソロで歌手デビューを果たすなど活動の幅を広げていった。
2010年3月6日に発表された第四回声優アワードで新人女優賞を受賞、2011年3月5日の第五回声優アワードでは助演女優賞を受賞した。
2024年1月1日、自身のブログにて結婚したことを報告した。

## 人物

### スタイル
身長は147cm。その後自身のブログで身長が149.5cmあったことを明かした。

### 趣味・嗜好
趣味はトイカメラ（フィルムカメラ）を使って風景（空）を撮影すること。空が好きであり、自身のブログにも、空や雲の写真がよく掲載されている。この他、カメラの製作を行うこともある。他にも散歩、芸術鑑賞、写真撮影、音楽鑑賞が趣味である。苦手なものは機械、虫など。嫌いなものは雷、真っ暗な場所、怖い話、絶叫系アトラクション。

### エピソード
声優ではなかったら陶芸家になっていたという。小学校時代で焼き物クラブに所属し、小さい頃からろくろを回していたという。中学時代に教師に「誰に弟子入りしたら陶芸家になれますか？」と相談していたこともあった。ガラス工芸職人になりたかった時期もあったという。
中学時代はパソコン部に所属していた。
エルシィ役で出演したテレビアニメ『神のみぞ知るセカイ』の原作コミックス第13巻では、巻末の4コマ漫画「コアクマのみぞ知るセカイ」の題字と1コマ目を担当した。
声優を目指すきっかけになった竹内順子とは、2008年7月11日放送のラジオ番組『神戸前向女学院。』第15回にて初対面を果たした。

## 出演
太字はメインキャラクター。

### テレビアニメ
2006年
- 妖逆門-ばけぎゃもん-（優勝者の女の子）

2007年
- しゅごキャラ!（2007年 - 2010年、日奈森あむ〈亜夢〉、ダイヤ / ×ダイヤ） - 3シリーズ

2008年
- おでんくん（しらたき姫）
- 銀魂（女子A）
- ゲゲゲの鬼太郎（第5作）（2008年 - 2009年、少女、女の子、宿屋の子供、女性、頼子）
- ケメコデラックス!（林美里、タマ子の友人、ギャル）
- 鉄腕バーディー DECODE（2008年 - 2009年、早宮夏美） - 2シリーズ
- はたらキッズ マイハム組（クミ）
- ワールド・デストラクション 〜世界撲滅の六人〜（女の子）

2009年
- 金色のコルダ〜secondo passo〜（女子生徒）
- クイーンズブレイド（アイリ） - 2シリーズ
- グイン・サーガ（ルシア）
- 宙のまにまに（明野美星）
- 大正野球娘。（鈴川小梅）
- とある科学の超電磁砲（2009年 - 2020年、佐天涙子） - 3シリーズ
- ねぎぼうずのあさたろう（若い女）
- バトルスピリッツ 少年激覇ダン（ルフィア）
- ONE PIECE（2009年 - 2023年、女戦士、ブルーファン、ボア・ハンコック〈幼少期〉、キャロット、オポッサムの子供のミンク、ミンク）

2010年
- あそびにいくヨ!（エリス）
- 裏切りは僕の名前を知っている（少女）
- オオカミさんと七人の仲間たち（赤井林檎）
- 神のみぞ知るセカイ（2010年 - 2013年、エルシィ〈エリュシア・デ・ルート・イーマ〉） - 3シリーズ
- 侵略!イカ娘（2010年 - 2011年、長月早苗、たけるの友達、アレックス、偽イカ娘） - 2シリーズ
- バトルスピリッツ ブレイヴ（2010年 - 2011年、プリム・マキーナ）
- 迷い猫オーバーラン!（芹沢文乃 / さやか） ※第5話の手書き文字も担当
- To LOVEる -とらぶる- シリーズ（2010年 - 2015年、ナナ・アスタ・デビルーク） - 3シリーズ
- RAINBOW-二舎六房の七人-（子供A）

2011年
- セイクリッドセブン（伊藤若菜）
- そふてにっ（春風明日菜）
- 猫神やおよろず（天音）
- 花咲くいろは（松前緒花、松前皐月〈学生時代〉）
- ひめチェン!おとぎちっくアイドル リルぷりっ（赤ずきんちゃん）
- プリティーリズム・オーロラドリーム（久里須かなめ、神崎そなた〈過去〉、赤井めが姉ぇ、ナレーション）
- Persona4 the ANIMATION（2011年 - 2014年、海老原あい） - 2シリーズ
- 変ゼミ（ETC音声）
- 僕は友達が少ない（2011年 - 2013年、柏崎星奈） - 2シリーズ
- 47都道府犬（長野犬）
- ラストエグザイル-銀翼のファム-（サーラ、アデル、グラキエス機ナビ、フリッツ〈幼少期〉）
- ロウきゅーぶ!（2011年 - 2013年、荻山葵） - 2シリーズ

2012年
- おじゃる丸（桃の花）
- 織田信奈の野望（織田信奈）
- 機動戦士ガンダムAGE（ルウ・アノン）
- 恋と選挙とチョコレート（奈々瀬奉莉）
- CØDE:BREAKER（にゃんまる）
- シャイニング・ハーツ 〜幸せのパン〜（アミル）
- ソードアート・オンライン（2012年 - 2020年、ユイ） - 5シリーズ + 特別編
- 氷菓（製菓研究会女子A）
- プリティーリズム・ディアマイフューチャー（ヘイン、久里須かなめ、赤井めが姉ぇ）

2013年
- ストライク・ザ・ブラッド（叶瀬夏音）
- はたらく魔王さま！（2013年 - 2023年、鎌月鈴乃） - 3シリーズ
- Fate/kaleid liner プリズマ☆イリヤ（2013年 - 2016年、栗原雀花） - 4シリーズ
- フォトカノ（新見遙佳）
- プリティーリズム・レインボーライブ（赤井めが姉ぇ、スタン）

2014年
- オオカミ少女と黒王子（篠原エリカ）
- ガールフレンド（仮）（佐伯鞠香）
- 咲-Saki- 全国編（本内成香）
- プリパラ（2014年 - 2017年、赤井めが姉ぇ）
- 龍ヶ嬢七々々の埋蔵金（夢路百合香）

2015年
- アイカツ!（栗栖ここね）
- VALKYRIE DRIVE -MERMAID-（神楽坂乱花）
- ゴッドイーター（竹田ヒバリ）
- 対魔導学園35試験小隊（二階堂マリ）
- 魔法少女リリカルなのはViVid（ミウラ・リナルディ）

2016年
- つばさとホタル（園川つばさ）
- ディバインゲート（ミドリ）
- ドリフターズ（EASY）
- ハイスクール・フリート（杵崎あかね、杵崎ほまれ）
- ViVid Strike!（ミウラ・リナルディ）
- ラブライブ!サンシャイン!!（2016年 - 2017年、高海美渡） - 2シリーズ
- リルリルフェアリル（2016年 - 2017年、ジャック） - 2シリーズ

2017年
- 政宗くんのリベンジ（2017年 - 2023年、木場菊音） - 2シリーズ
- けものフレンズ（2017年 - 2019年、タイリクオオカミ） - 2シリーズ
- アイドルタイムプリパラ（2017年 - 2018年、赤井めが姉ぇ）
- GRANBLUE FANTASY The Animation（2017年 - 2019年、スツルム） - 2シリーズ
- 天使の3P!（鳥海桜花）
- 宝石の国（アメシスト）

2018年
- おそ松さん（犬山キン子）
- ガンダムビルドダイバーズ（ナナセ・ナナミ）
- キラッとプリ☆チャン（2018年 - 2021年、赤井めが姉ぇ）
- はるかなレシーブ（立花彩紗）
- 邪神ちゃんドロップキック（2018年 - 2022年、ツチノコ） - 3シリーズ

2019年
- バミューダトライアングル 〜カラフル・パストラーレ〜（グラディス）
- KING OF PRISM -Shiny Seven Stars-（シン母）
- 魔王様、リトライ!（熾天使、絵本ナレーション）
- とある科学の一方通行（佐天涙子）
- 鬼滅の刃
- ゲゲゲの鬼太郎（第6作）（千夏）

2020年
- どるふろ -狂乱篇-（Am RFB）
- アイカツオンパレード!（栗栖ここね）
- トニカクカワイイ（2020年 - 2023年、柳先生） - 2シリーズ
- 名探偵コナン（2020年 - 2025年、大淀祐子、城崎ゆり菜、巫女）

2021年
- パズドラ（2021年 - 2024年、空港アナウンス、メイメイ、鬼山ヒマリ）
- デジモンアドベンチャー:（ポームモン）
- Fairy蘭丸〜あなたの心お助けします〜（圭）
- 蜘蛛ですが、なにか?（工藤沙智）
- ドラえもん（テレビ朝日版第2期）（2021年 - 2025年、みっちゃん、女性、女の子）
- 究極進化したフルダイブRPGが現実よりもクソゲーだったら（キャシー）
- ワッチャプリマジ!（2021年 - 2022年、タントちゃん、めが姉ぇ、タテジマ）
- 180秒で君の耳を幸せにできるか?（澤家雨読）

2022年
- ちびまる子ちゃん（なっちゃん）
- シルバニアファミリー シリーズ（2022年 - 2023年、テリー・チョコレート、エリザベス） - 2シリーズ

2023年
- The Legend of Heroes 閃の軌跡 Northern War（カンパネルラ）
- 魔王学院の不適合者 II 〜史上最強の魔王の始祖、転生して子孫たちの学校へ通う〜（リィナ）
- 僕とロボコ（我知ルコ、男の子、睦野一郎）
- 異世界のんびり農家（ハクレン）
- BanG Dream! It's MyGO!!!!!（燈の母）
- 幻日のヨハネ -SUNSHINE in the MIRROR-（ミト）
- アークナイツ（2023年 - 2025年、リン） - 2シリーズ
- るろうに剣心 -明治剣客浪漫譚- (2023)（エルダー＝ピーベリー）

2024年
- 葬送のフリーレン（エーレ）
- ひみつのアイプリ（2024年 - 2025年、赤井めが姉ぇ） - 2シリーズ
- 僕の妻は感情がない（システム音声、アナウンス）

2025年
- ロックは淑女の嗜みでして（藤紫ゆかり）
- New PANTY & STOCKING with GARTERBELT（女囚A）

### 劇場アニメ
2000年代
- 銀河鉄道999 ダイヤモンドリングの彼方へ（2009年、明星〈子供妹〉）

2010年代
- 星を追う子ども（2011年、セリ）
- ねらわれた学園（2012年、遠藤さおり）
- 劇場版 とある魔術の禁書目録 -エンデュミオンの奇蹟-（2013年、佐天涙子）
- 劇場版 花咲くいろは HOME SWEET HOME（2013年、松前緒花）
- 劇場版 プリティーリズム・オールスターセレクション プリズムショー☆ベストテン（2014年、赤井めが姉ぇ、久里須かなめ、ヘイン）
- プリパラシリーズ（2015年 - 2018年、赤井めが姉ぇ） - 5作品
- アイカツ! 〜ねらわれた魔法のアイカツ!カード〜（2016年、栗栖ここね）
- ラストエグザイル-銀翼のファム- Over The Wishes（2016年、サーラ）
- 劇場版 ソードアート・オンライン -オーディナル・スケール-（2017年、ユイ）
- 魔法少女リリカルなのは Reflection / Detonation（2017年 - 2018年、エレノア・フローリアン） - 2部作
- タマ&フレンズ〜タマとふしぎな石像〜（2019年、ミーコ）
- ラブライブ!サンシャイン!! The School Idol Movie Over the Rainbow（2019年、高海美渡）

2020年代
- 劇場版 ハイスクール・フリート（2020年、杵崎あかね、杵崎ほまれ）
- 海辺のエトランゼ（2020年、絵理）
- 劇場版 美少女戦士セーラームーンCosmos（2023年、セーラームネモシュネ） - 前後編
- i☆Ris the Movie - Full Energy!! -（2024年、ライター〈女〉）
- KING OF PRISM-Your Endless Call-み〜んなきらめけ!プリズム☆ツアーズ（2025年、赤井めが姉ぇ）
- クレヨンしんちゃん 超華麗!灼熱のカスカベダンサーズ（2025年、キュアウコン）
- アイカツ!×プリパラ THE MOVIE -出会いのキセキ!-（2025年、栗栖ここね、赤井めが姉ぇ）

### OVA
2009年
- To LOVEる -とらぶる- OVA（2009年 - 2010年、ナナ・アスタ・デビルーク） - コミックス第16・17・18巻限定版に付属
- ドラゴンボール オッス!帰ってきた孫悟空と仲間たち!!（子供）

2010年
- 今日、恋をはじめます（日比野つばき）
- クイーンズブレイド（2010年 - 2016年、アイリ） - 『美しき闘士たち』『グリムワール』
- 灼眼のシャナS（大上準子）
- とある科学の超電磁砲（佐天涙子）
- ONE PIECE FILM STRONG WORLD EPISODE:0（ボア・ハンコック〈幼少期〉）

2011年
- T.P.さくら 時空樹防衛戦（水越眞子）
- あそびにいくヨ!おーぶいえーであそびきにました!!OVAすぺしゃる（エリス）
- 英雄伝説 空の軌跡 THE ANIMATION（カンパネルラ）
- 神のみぞ知るセカイ（2011年 - 2013年、エルシィ〈エリュシア・デ・ルート・イーマ〉） - コミックス第14・19・20・22巻限定版
- ベイビー・プリンセス 3Dぱらだいす0（ラブ）（立夏）
- 僕は友達が少ない（柏崎星奈） - 小説7巻の特装版に付属

2012年
- 侵略!!イカ娘（2012年 - 2014年、長月早苗） - コミックス第12・14・17巻限定版
- 僕は友達が少ない あどおんでぃすく（柏崎星奈）
- To LOVEる -とらぶる- ダークネス（2012年 - 2016年、ナナ・アスタ・デビルーク） - コミックス第5・6・8・9・12・16・17巻限定版

2014年
- Fate/kaleid liner プリズマ☆イリヤ（2014年 - 2019年、栗原雀花） - 原作第4部コミックス第4巻オリジナルアニメ付きBD限定版、OVA『プリズマ☆ファンタズム』

2015年
- オオカミ少女と黒王子（篠原エリカ） - コミックス第12巻OAD同梱版
- ストライク・ザ・ブラッド（2015年 - 2022年、叶瀬夏音） - 5シリーズ
- 東京喰種トーキョーグール【PINTO】（ミス・イカル）

2017年
- ViVid Strike!（ミウラ・リナルディ） - 第2・3・4巻に収録
- OVA ハイスクール・フリート（杵崎ほまれ、杵崎あかね）

### Webアニメ
2010年代
- 弱酸性ミリオンアーサー（2015年、シャビ、炎夏型フェイ）
- バトルスピリッツ サーガブレイヴ（2019年 - 2020年、プリム・マキーナ）

2020年代
- スーパードラゴンボールヒーローズ プロモーションアニメ（2020年 - 2023年、時の界王神 / クロノア、場内アナウンス）
- ガンダムビルドダイバーズRe:RISE（2020年、ナナセ・ナナミ）
- アイドルランドプリパラ（2021年 - 2022年、赤井めが姉ぇ）
- BASTARD!! -暗黒の破壊神-（2022年 - 2023年、ルーシェ・レンレン＝リカーナ） - 2シリーズ
- はたらく魔王さま!! ちいちゃい!魔王さま!!（2022年 - 2023年、鎌月鈴乃）
- トニカクカワイイ 女子高編（2023年、柳先生）
- スーパードラゴンボールヒーローズ プロモーションCGムービー（2023年 - 2024年、クロノア）

### ゲーム
2007年
- アルトネリコ2 世界に響く少女たちの創造詩（シンシア）
- 体感魔法少女 マジっすか!?（秋風もみじ、セピア）
- Wonderland ONLINE（ナキラー）

2008年
- おうちで∞プチプチWii
- サバイバルキッズWii
- しゅごキャラ! 3つのたまごと恋するジョーカー（日奈森あむ〈亜夢〉、ダイヤ）
- しゅごキャラ! あむのにじいろキャラチェンジ（日奈森あむ〈亜夢〉、ダイヤ）
- 戦場のヴァルキュリア（アイシャ・ノーマン、ネーディレス）
- スティールプリンセス〜盗賊皇女〜（ルクレチア）
- タンくる（ヒノ）
- drastic Killer（ユイ）
- なぞなぞ&クイズ一答入魂Qメイト！（らんま）
- ファミリースキー
- ペルソナ4（海老原あい、小沢結実、山野真由美、アナウンサー）
- ポイズンピンク
- レッスルエンジェルス サバイバー2（エレナ・ライアン、ターニャ・カルロス）

2009年
- AIKA ONLINE（プリースト）
- クイーンズブレイド スパイラルカオス（アイリ）
- シャイニング・フォース フェザー（ミリアム）
- しゅごキャラ! ノリノリ!キャラなりズム♪（日奈森あむ〈亜夢〉、ダイヤ）
- 大正野球娘。 〜乙女達乃青春日記〜（鈴川小梅）
- テイルズ オブ ザ ワールド レディアント マイソロジー2（カノンノ・イアハート）
- FRAGILE 〜さよなら月の廃墟〜（女の子、使用人2、携帯電話）
- まもるクンは呪われてしまった!（鬼怒川のわ）
- 龍が如く3（エリ）

2010年
- SDガンダム カプセルファイターオンライン（オペレーター）
- ゴッドイーター（プレイヤーボイス、一般神機使い、竹田ヒバリ）
- ゴッドイーター バースト（プレイヤーボイス、一般神機使い、竹田ヒバリ）
- シャイニング・ハーツ（アミル、ネリス、エアリィ）
- 戦場のヴァルキュリア2 ガリア王立士官学校（アイシャ・ノーマン）
- 超次元ゲイム ネプテューヌ（REDちゃん）
- デュラララ!! 3way standoff（五十嵐千晶）
- トリニティ ジルオール ゼロ（レティシア）
- ヒメこい（園田マキ）
- プリティーリズム（2010年 - 2012年、りずむ〈シーズン1 - 3〉、かなめ、ヘイン、赤井めが姉ぇ）
- 北斗無双（リン）

2011年
- アンチェインブレイズ レクス（シルヴィ）
- 英雄伝説 碧の軌跡（カンパネルラ）
- クイーンズゲイト スパイラルカオス（アイリ）
- サイキック少女大戦（葉山玲）
- 真・三國無双6（王元姫）
- 真・三國無双6 Special（王元姫）
- 真・三國無双6 猛将伝（王元姫）
- T.P.さくら 〜タイムパラディンさくら〜（水越眞子）
- テイルズ オブ ザ ワールド レディアント マイソロジー3（カノンノ・イアハート、ヒーローボイス）
- とある科学の超電磁砲（佐天涙子）
- 僕らの恋のはじめかた（夏沢葵）
- マザーグースの秘密の館 〜BLUE LABEL〜（セシル＝グレイス）
- まもるクンは呪われてしまった! 〜冥界活劇ワイド版〜（鬼怒川のわ）
- 無双OROCHI 2（王元姫）
- 嫁コレ（松前緒花、長月早苗、佐天涙子、柏崎星奈、織田信奈、ユイ、新見遙佳、奈々瀬奉莉、荻山葵）
- ルーンファクトリー オーシャンズ（エレナ、エイミ、ファゴード）
- ロウきゅーぶ!（荻山葵）

2012年
- いますぐお兄ちゃんに妹だっていいたい!（奈々瀬奉莉）
- ガールフレンド（仮）（佐伯鞠香）
- 拡散性ミリオンアーサー（フェイ）
- 機動戦士ガンダム オンライン（女性パイロット1）
- CODE OF PRINCESS（ココア・アルケミー）
- シャイニング・ブレイド（アミル）
- 真・三國無双 VS（王元姫）
- 真・三國無双6 Empires（王元姫）
- 真・北斗無双（リン）
- 東京バベル（久沓空見）
- NEWラブプラス（小牧実奈）
- フォトカノ（新見遙佳）
- ペルソナ4 ザ・ゴールデン（海老原あい、小沢結実、山野真由美、アナウンサー）
- 僕は友達が少ない ぽーたぶる（柏崎星奈）
- みんなのGOLF 6（エリカ）
- 無双OROCHI2 Special（王元姫）
- 無双OROCHI2 Hyper（王元姫）

2013年
- Wake Up, Girls! ステージの天使（塚野真理）
- ガールズ×マジック（桃田実羽）
- CODE OF JOKER（御巫綾花）
- ゴッドイーター2（竹田ヒバリ）
- 神撃のバハムート（アイリス、シェナ、ドリアード、スツルム、ワルツフェアリー、カシオペア）
- 真・三國無双7（王元姫）
- 真・三國無双7 猛将伝（王元姫）
- セブンスドラゴン2020-II
- ソードアート・オンライン -インフィニティ・モーメント-（ユイ）
- とある魔術と科学の群奏活劇（佐天涙子）
- トイ・ウォーズ（ナルミ一号機スペシャルボイスB）
- フォトカノ Kiss（新見遙佳）
- 無双OROCHI2 Ultimate（王元姫）
- ライトニング リターンズ ファイナルファンタジーXIII（ルミナ）
- ラスティハーツ（レイラ）
- 桃色大戦ぱいろん（アシュリー・ザ・グレネイド、吽行）

2014年
- アンジュ・ヴィエルジュ 〜ガールズバトル〜（ロザリー、レティシア）
- インフィニタ・ストラーダ（パトリシア）
- 英雄伝説 碧の軌跡 Evolution（カンパネルラ）
- 乖離性ミリオンアーサー
- 神次次元ゲイム ネプテューヌRe;Birth3 V CENTURY（REDちゃん）
- キスベル（月見若菜）
- グランブルーファンタジー（2014年 - 2025年、スツルム、ソウルインヴォーカー）
- ケイオスリングスIII プリクエル・トリロジー（リアリー）
- コアマスターズ（イシア）
- CV 〜キャスティングボイス〜（MOMO）
- シャリーのアトリエ 〜黄昏の海の錬金術士〜（ユリエ・クロッツェ）
- 真・三國無双7 Empires（王元姫）
- ソードアート・オンライン -ホロウ・フラグメント-（ユイ）
- 超次次元ゲイム ネプテューヌRe;Birth2 SISTERS GENERATION（REDちゃん）
- テイルズ オブ アスタリア（カノンノ・イアハート）
- To LOVEる-とらぶる- ダークネス -Idol Revolution-（ナナ・アスタ・デビルーク）
- To LOVEる -とらぶる- ダークネス バトルエクスタシー（ナナ・アスタ・デビルーク）
- ハンターヒーロー -HUNTER HERO-（ユナ）
- ファンタシースター ノヴァ（シャロン）
- プリパラ（マイキャラ、赤井めが姉ぇ）
- 魔装詠唱バトルスター（日向かりん）
- メテオスクールガール（柚希ゆず）
- モンスターハンター メゼポルタ開拓記（クラリス）

2015年
- アイカツ! My No.1 Stage!（栗栖ここね）
- インフィニット・ドライブ（クーリエ）
- VALKYRIE DRIVE -BHIKKHUNI-（神楽坂乱花）
- エビコレ フォトカノ Kiss（新見遙佳）
- 乖離性ミリオンアーサー（聖夜型サンタクロース〈姉〉）
- かんぱに☆ガールズ（2015年 - 2019年、メイア・ナス、アルモニカ・レフラ、ヒサメ・シャカドウ）
- 機動戦士ガンダム エクストリームバーサス フォース（アイレ）
- クイズRPG 魔法使いと黒猫のウィズ（アイ＆アイ）
- クリスタル クラウン（謎の少女）
- けものフレンズ（ナマケモノ、ケロロ）
- 白猫プロジェクト（サワワ・カゼノカミ、サテラ）
- セブンスドラゴンIII code:VFD
- ソードアート・オンライン -ロスト・ソング-（ユイ）
- チェインクロニクル（アトノア）
- デジモンストーリー サイバースルゥース（神代悠子）
- デュラララ!! Relay（五十嵐千晶）
- 東亰ザナドゥ（小日向純）
- ドラゴンボール ゼノバース（時の界王神）
- To LOVEる -とらぶる- ダークネス トゥループリンセス（ナナ・アスタ・デビルーク）
- 初恋の歌（野々村咲美）
- ひめため! 〜騎士団のお宝探索記〜（ガーネット姫）
- ゆるかみ!（酒蔵ほのか、黒部うるみ、信濃りん、友禅かがり、篠ノ井らせん）
- ルミナスアーク インフィニティ（アルト）
- ロイヤルフラッシュヒーローズ（ペーネ・クラウン）

2016年
- アイカツ! フォトonステージ!!（栗栖ここね）
- コード・オブ・ジョーカーS（ユニコーン）
- チェインクロニクル〜絆の新大陸〜（オデッセイア）
- ディバインゲート（ミドリ）
- ドラゴンボール ゼノバース2（時の界王神）
- ドラゴンボールヒーローズ（時の界王神、クロノア）
- 東亰ザナドゥ eX+（小日向純）
- NOeSIS 羽化（千代田こよみ）
- フォルティシア（フーリン）
- 放課後ガールズトライブ (和泉莉穂）
- りっく☆じあ〜す（木更津茜）
- 龍が如く6 命の詩。（エリ）

2017年
- アクセル・ワールド VS ソードアート・オンライン 千年の黄昏（ペルソナ・ヴァベル） - DLC追加キャラクター
- 英雄伝説 閃の軌跡 III（カンパネルラ）
- To LOVEる -とらぶる- ダークネス グラビアチャンス（ナナ・アスタ・デビルーク）
- 無双☆スターズ（王元姫）
- Shadowverse（ドリアード、大鎌の竜騎、カシオペア）
- マギアレコード 魔法少女まどか☆マギカ外伝（2017年 - 2019年、綾野梨花）
- テイルズ オブ ザ レイズ（2017年 - 2021年、カノンノ・イアハート / 破滅へと導く者）
- ヴァンパイア†ブラッド（プリンセス・ララ）

2018年
- 真・三國無双8（王元姫）
- ソードアート・オンライン フェイタル・バレット（ユイ）
- 電脳戦機バーチャロン×とある魔術の禁書目録 とある魔術の電脳戦機（佐天涙子）
- スーパーロボット大戦X-Ω（2018年 - 2020年、フローリア・フランク）
- プリパラ オールアイドルパーフェクトステージ!（赤井めが姉ぇ、マイキャラゲームボイス）
- キラッとプリ☆チャン（赤井めが姉ぇ、マイキャラ）
- ヴァルキリーコネクト（2018年 - 2020年、ヘリヤ、ローレライ、ガンメイ、セレスティア）
- ドールズフロントライン（2018年 - 2019年、Am RFB、シプカ）
- 御城プロジェクト:RE（ウチヒサル城、甘崎城）
- 無双OROCHI 3（王元姫）
- 英雄伝説 閃の軌跡IV -THE END OF SAGA-（カンパネルラ）
- フリージング エクステンション（シラユキ・ヒメ）

2019年
- リボルバーズエイト（アラジン）
- LoveR（日向寺南夏）
- ハイスクール・フリート 艦隊バトルでピンチ!（杵崎ほまれ、杵崎あかね）
- セブンナイツ（トゥルード）
- スーパードラゴンボールヒーローズ ワールドミッション（時の界王神、クロノア）
- 放置少女〜百花繚乱の萌姫たち〜（統合型三妖精〈フェイ〉）
- スターオーシャン:アナムネシス（マスティマ）
- ナナカゲ 〜7つの王国と月影の傭兵団〜（レア）
- とある魔術の禁書目録 幻想収束（佐天涙子）
- 蒼藍の誓い ブルーオース（ドーセットシャー）
- ラブライブ！ スクールアイドルフェスティバル ALL STARS（高海美渡）
- 東方キャノンボール（射命丸文）
- アークオーダー（ヌアザ）
- ブレイドエクスロード（ミラベル・フィア）
- クイーンズブレイド WHITE TRIANGLE（アイリ）

2020年
- 刀使ノ巫女 刻みし一閃の燈火（佐天涙子）
- 東方スペルバブル（東風谷早苗）
- シノビマスター 閃乱カグラ NEW LINK（アイリ）
- ユニゾンリーグ（佐天涙子）
- ONE PIECE 海賊無双4（キャロット）
- 天華百剣 -斬-（佐天涙子）
- VALIANT TACTICS（リゼッタ）
- きららファンタジア（2020年 - 2021年、立花彩紗）
- ビーナスイレブンびびっど!（アイリ）
- Go!Go!5次元GAME ネプテューヌ re★Verse（REDちゃん）
- ファンタジア・リビルド（二階堂マリ）
- 真・北斗無双 アプリ版（リン）

2021年
- アニマエ・アルケー（萌恋、雨津）
- 結城友奈は勇者である 花結いのきらめき（佐天涙子）
- ワッチャプリマジ!（2021年 - 2023年、タントちゃん、めが姉ぇ） - 2作品
- 真・三國無双8 Empires（王元姫）

2022年
- Fate/Grand Order（2022年 - 2023年、徴弍）
- インフィニティソウルズ（大垣さつき）
- 東方電幻景（東風谷早苗）
- パズル&ドラゴンズ（キャロット）
- ドラえもん のび太の牧場物語 大自然の王国とみんなの家（トゥーナ）

2023年
- タワーオブスカイ（レイーナ）
- モンスターストライク（2023年 - 2024年、ユイ、佐天涙子）
- アイドルランドプリパラ（赤井めが姉ぇ）
- ブルーアーカイブ -Blue Archive-（佐天涙子）
- DesperaDrops / デスペラドロップス（サリィ・デル・テスタ）

2024年
- 戦国†恋姫オンライン〜奥宴新史〜（織田信奈）
- 東方スカーレットディアブロ（東風谷早苗）
- ひみつのアイプリ / アイプリバース（赤井めが姉ぇ） - 2作品
- 東方スペルカーニバル（藤原妹紅）

2025年
- 魔法少女まどか☆マギカ Magia Exedra（綾野梨花）
- グルーヴコースター フューチャーパフォーマーズ（陽向キャノン）
- みんなのGOLF WORLD（エリカ）

### ドラマCD
- TVアニメ/データカードダス『アイカツ!』&『アイカツスターズ!』スペシャルドラマCD（栗栖ここね）
- アイリス・ゼロ（久賀七瀬）
- あの娘にキスと白百合を ドラマCD2 スターダストラヴァーズ（秋月伊澄[214]）
- アルトネリコ2 世界に響く少女たちの創造詩 ドラマCD Vol.4 SIDE Extra（シンシア）
- いま妹ドラマCD2 いますぐお兄ちゃんに誰か一人を選んでっていいたい!（奈々瀬奉莉）
- 英雄伝説 空の軌跡 ウロボロス・レポート（道化師カンパネルラ）
- オオカミ少女と黒王子 ドラマCD付き限定版 第6巻（篠原エリカ[215]）
- おとぎドラマ・オオカミさんと七人の仲間たち『おおかみさんとおむすびころりん対決』（赤井林檎）
- 落ちてきた龍王と滅びゆく魔女の国（レラ・ライラ・ハインドラ[216]）
- オトコを見せてよ倉田くん!（猫柳愛衣）
- MC☆あくしず ドラマCD「美少女兵器 F-Xは俺の嫁!」（ゼナ）
- かんなぎ家へようこそ! featuring 帯刀帯（巫珠樹）
- 共鳴せよ!私立轟高校図書委員会（由島凛）
- ドラマCD 幻想水滸伝 Vol.1・2（カスミ）
- Sound Drama NOeSIS -嘘を吐いた記憶の物語-（千代田こよみ[217]）
- 恋と弾丸 『Cheese!』付録 2020年7月号・2021年7月号（ユリ）
- シスコイ!（みそら[218]）
- ドラマCD シャイニング・フォース フェザー（ミリアム）
- ドラマCD 終わりなき夏 永遠なる音律（小鳥遊澪）
- しゅごキャラ! ドラマCD付き限定版 第12巻（日奈森あむ / ダイヤ）
- 少女の空想庭園 〜幸せな庭園より愛をこめて〜（時森ナツ）
- ZX GIGAMIX（サルディーヌ、店員）
- SOUND DRAMA 絶対調律士NoA Vol.1・2（浅田君江）
- せんごくっ!? 〜悠久乱世恋華譚〜 どきどきっ!? 〜天下分け目の花嫁修業!!〜（村上唯）
- 大正野球娘。（鈴川小梅）
- たいようのいえ ドラマCD付き特装版 第5巻（杉本さん〈ラジカルさん〉）
- 魂☆姫（神崎タカミ）
- とある科学の超電磁砲 アーカイブス 1 - 3
- はいふり ミニドラマ「お料理でピンチ!」（杵崎あかね[219]、杵崎ほまれ[219]）
- 初恋予報（ドラマCD）（桃屋千世子）
- 百錬の覇王と聖約の戦乙女（イングリット[220]）
- 僕は友達が少ない（柏崎星奈）
- 魔法少女リリカルなのは The MOVIE 2nd A'sドラマCD付き鑑賞券side-T(ミウラ・リナルディ)
- 魔法少女リリカルなのは Reflection ドラマCD付き特別鑑賞券【なのは＆はやて編+ボーナストラック ViVid Strike! フーカ編】/【フェイト＆アリサ＆すずか編+ボーナストラック ViVid Strike! リンネ編】（ミウラ・リナルディ）
- 迷い猫オーバーラン! ドラマCD（芹沢文乃）
- 花咲くいろは ドラマCD『after days』（松前御花）
- 妄想少女（岡田月代）
- ゆめくり（六弥みとも[221]）
- わがまま戦隊ブルームハート!（山河ひまわり〈イエローサンフラワー〉）

### ラジオドラマ
- ラジオ幻想水滸伝 集まれ!108星!（カスミ）
- 世にも奇妙な物語 ラジオの特別編「逆誘拐犯」（少女）
- 井上喜久子のアフタヌーンラジオ（講談社・アフタヌーンKCまつり公式サイト・第2回：2010年1月22日ゲスト）
  - 番組冒頭に『宙のまにまに』、『地雷震』、『ハトのおよめさん』がコラボレートした「コラボムービー」（ラジオドラマ+静止画）を配信。（『宙のまにまに』明野美星役）

### ASMR
- ねこぐらし。（2020年 - 2021年、チンチラ猫）
  - ねこぐらし。2〜チンチラ猫娘と癒やしの足湯〜
  - 新春スピンオフ ねこぐらし。〜猫鳴館の正月〜ミケ猫&チンチラ猫
  - ねこぐらし。3〜チンチラ猫娘とペルシャ猫少女のおもてなし〜
- 180秒で君の耳を幸せにできるか?（2021年、澤家雨読）
  - 禁断の赤ちゃん甘やかし耳かきフルコース♪
  - 母娘にバブバブ甘えながらW耳かき！
  - 耳かきハーレムであまあまちゅっちゅご奉仕
- 年下彼女がたくさん甘やかしてくれるお泊りデート（2022年、年下彼女）
- 『異世界マッサージ』〜エルフのお姉さんと新婚いちゃいちゃマッサージ〜（2023年、リリィ）
- クラスに一人いる巨乳女子 チビ巨乳ちゃんとイチャイチャするASMR（2024年、児玉ちゃん）

### 吹き替え

#### 映画
- ヴィレッジ ※日本テレビ放映版
- ゴッホ 最期の手紙（マルグリット・ガシェ〈シアーシャ・ローナン〉）
- ジョージアの日記/ゆーうつでキラキラな毎日（リビー・ニコルソン）
- スティーブン・キング エイジ・オブ・パンデミック（ボーリン）
- デルタフォース（エリン〈レクシー・サイモンセン〉）
- NY心霊捜査官（クリスティーナ・サーキ〈ルールー・ウィルソン〉）
- ピクシー 復讐の女神（ピクシー）
- ホーンテッド 世界一怖いお化け屋敷（ハーパー〈ケイティ・スティーヴンス〉）
- ユー・アー・ノット・マイ・マザー（シャー）

#### ドラマ
- クリミナル・マインド FBI行動分析課
  - シーズン2（トレイシー〈エル・ファニング〉#6、23）
  - シーズン3（ジェシカ#3）
  - シーズン5（ジェニー#11）
- 刑事ヴァランダー 白夜の戦慄 #1
- フラッシュフォワード（チャーリー）
- ホワイトカラー シーズン1（アリソン#9）

#### アニメ
- サミーとシェリー 七つの海の大冒険（小さいサミー[222]）
- サミーとシェリー2 僕らの脱出大作戦（エラ）

### ラジオ
- RADIO LEMON ANGEL PROJECT 〜い・け・な・い☆レッスン〜（ナレーター）（音泉：2006年1月10日 - 2006年7月24日）
- りらちっちのRADIOぱれっと（アキバ系BBチャンネル：2006年4月7日 - 2007年3月30日）
- きけばいーじゃん!しゅごキャラ!じお（『しゅごキャラ!』スペシャルサイト：2008年1月23日 - 2010年3月31日）
- 神戸前向女学院。（ラジオ関西、ラジオ関西WEB：2008年4月4日 - 2015年6月24日）
- 伊藤かな恵の超ラジ!Girls（超!A&G+：2008年4月8日 - 2010年9月28日）
- わんだーらじお（音泉：2008年5月7日 - 2008年7月30日）
- 大正野球娘。浪漫ちっくラジオ（ランティスウェブラジオ、音泉：2009年5月27日 - 2009年10月28日）
- 宙のまにまに★放送室（『宙のまにまに』テレビアニメ公式サイト：2009年6月30日 - 2009年9月29日）
- とある“ラジオ”の超電磁砲（HiBiKi Radio Station：2009年9月18日 - 2010年4月30日）
- 超!A&G+スペシャル2010 明けました、おめでタイガー!（超!A&G+：2010年1月1日）
- 神のみぞ知るセカイ〜落とし神Calling you〜（音泉：2011年2月23日 - 7月27日）
- そふてにっくれでぃお!Ｏミ(すぱーんっ)（音泉：2011年3月31日 - 2011年7月28日）
- ぼんぼりラジオ 花いろ放送局（HiBiKi Radio Station：2011年4月8日 - 9月30日）
- 織田信奈の野望 伊藤かな恵・矢作紗友里のデアルカラジオ（HiBiKi Radio Station：2012年6月19日 - 10月30日）
- 伊藤かな恵の夢かな？ラジオ（a-FANFAN USEN SOUND PLANET C-26：2011年4月 - ）
- いまいもラジオ！（音泉：2013年2月1日 - 4月26日）
- とあるラジオの超電磁砲S（音泉、HiBiKi Radio Station：2013年3月21日 - 12月26日）[223]
- エミル・クロニクル・オンライン アクロニア学院 放送室（ラジオ大阪、HiBiKi Radio Station、アニメイトTV：2015年4月3日 - 11月27日）[224]
- レンカとヒバリとリッカのフェンリル広報部（音泉：2015年6月19日 - 2016年4月15日）[225]
- GOD EATER フェンリルアンキャス支部チャンネル（&CAST!!!：2018年3月27日 - 2020年3月24日）
- とあるラジオの超電磁砲T（2019年 - 2020年、音泉）[226]
- GOD EATER フェンリル広報部（&CAST!!!：2020年3月30日 - 2020年12月7日、超!A&G+：2020年4月4日 - 2020年12月26日）
- ラジオでもはたらく魔王さま!!（2022年、超!A&G+※・YouTube※）
- 伊藤かな恵の超ラジR（2023年2月6日 - 2023年2月27日、超!A&G+※）
- 伊藤かな恵のかなえるーむ（2023年4月10日 - 2024年12月16日、ニコニコチャンネル ONE TO ONE）[227]

### デジタルコミック
- VOMIC べしゃり暮らし（ちなみ、松浦亜衣）
- VOMIC ぎんぎつね（冴木まこと）
- 恋と弾丸（2021年、ユリ[228]）

### テレビ番組
声の出演
- イヌゴエ 第3話（ハッチの声）
- アニメぱらだいす! #923 大正野球少女
- 世界まる見え!テレビ特捜部

実写出演
- 幼獣マメシバ（氷川さとみ）（独立UHF6局ネット）
- ザ・ゴールデンアワー（TOKYO MX）※アニメ『宙のまにまに』宣伝のため出演
- アニメTV（tvk他）
- ベストセラーBOOK TV（BS11）※アニメ『迷い猫オーバーラン!』宣伝のため出演
- 伊藤かな恵のやりたいこと一日で詰めこみました〜（AT-X[229] 、ST-X:2015年11月12日 - ）

### ボイスオーバー
- 世界の果てまでイッテQ!（日本テレビ系列）
- 大陸横断アドベンチャー!!巨大危険生物を捕獲せよ!
- ヤレデキ!世界大挑戦（TBS系列）

### 舞台
- 劇団大富豪特別公演 「Cage.」（2010年3月24日‐28日、中野ザ・ポケット）声の出演
- 劇団東京都鈴木区 朗読文化協会 第1回講演「朗読劇 キミが、No.1」（2016年10月8日 - 9日、座高円寺2）（主人公・好実役）
- 朗読劇「世界から猫が消えたなら」（2022年6月29日、シアター1010） - 彼女 役[230]
- ワッチャ！リーディング！マジック！（2023年9月15日 - 16日、一ツ橋ホール） - めが姉ぇ 役[231]
- 朗読劇「タチヨミ-最終巻-」（2025年6月11日 - 15日、本多劇場）[232]

### ラジオCD
- 神戸前向女学院。（パーソナリティ）
  - DJCD 神戸前向女学院。（2008年8月15日 MMMP-0004）
  - DJCD 神戸前向女学院。II（2008年12月26日 MMMP-0005）
  - DJCD 神戸前向女学院。III（2009年9月2日 MMMP-0007）
  - DJCD 神戸前向女学院。IV（2009年9月2日 MMMP-0008）
- アニたまどっとコム presents 真夏のリレートークCD
- ラジオCD『宙のまにまに☆放送室』DVD出張版!（パーソナリティ）
- 僕は友達が少ない on AIR RADIO vol.1、3（特別版ゲスト）
- ぼんぼりラジオ 花いろ放送局（パーソナリティー）
  - ラジオCD「ぼんぼりラジオ 花いろ放送局」Vol.1（2011年9月30日、HNIR-1001）
  - ラジオCD「ぼんぼりラジオ 花いろ放送局」Vol.2（2011年11月25日、HNIR-1002）
  - ラジオCD「ぼんぼりラジオ 花いろ放送局」Vol.3（2012年1月27日、HNIR-1003）
- 織田信奈の野望 伊藤かな恵・矢作紗友里のデアルカラジオ
  - 織田信奈の野望 伊藤かな恵・矢作紗友里のデアルカラジオ ラジオCD vol.1（2012年8月29日）
  - 織田信奈の野望 伊藤かな恵・矢作紗友里のデアルカラジオ ラジオCD vol.2（2012年12月26日）
  - 織田信奈の野望 伊藤かな恵・矢作紗友里のデアルカラジオ ラジオCD vol.3（2013年6月26日）
- 伊藤かな恵の「夢かな？ラジオ」CD
- マザーグースの秘密の館〜BLUE LABEL〜豪華版ドラマCD（セシル・グレイス）

### オーディオブック
- スマホを落としただけなのに（2018年）
- かがみの孤城（2019年、アキ）
- 婚活マエストロ（2024年、MOMO[233]）

### アプリ
- ウチの姫さまがいちばんカワイイ（健星姫 ティンクル）
- 花咲くいろは めざまし 〜緒花〜（松前緒花）
- 美声時計
- 僕は友達が少ない App（柏崎星奈）
- 僕は友達が少ない アニメ電話（柏崎星奈）

### パチンコ・パチスロ
- 織田信奈の野望（織田信奈）
- 大奥（乙女）
- 真・北斗無双 （リン）
- 真・北斗無双 夢幻闘乱（リン）
- ハイパー娘（本条ルリ）

### その他コンテンツ
- 声優チャット
- 『月刊アフタヌーン』2009年8月号付属DVD TVアニメ『宙のまにまに』蒼栄高校天文部 入部案内DVD（講談社）
- アニたまSHOP特典DVD 小野坂シェフのきまぐれクッキング
- 雑誌 保育のひろば：モデル出演
- アミューズメントメディア総合学院 広告：声優タレント科卒業生
- 登風SP〜登の妹がこんなに可愛いわけがない〜
- Girls Lab（キッズステーション）：ナレーター
- 気まぐれ旅んちゅ（NOTTV）：ナレーター
- クイーンズブレイド 玉座を継ぐ者 零巻
- テイルズ オブ フェスティバル 2009
- 燈の守り人～幻想夜話～：釣島灯台 役[234]
- 燈の守り人 灯台音声ガイド 愛媛県松山市 釣島灯台[234]：ナビゲーター
- 師匠シリーズ（言霊堂）：沢田　役

## ディスコグラフィ

### シングル
|            | 発売日         | タイトル                   | 規格品番   | 規格品番  | オリコン 最高位 |
| 初回限定盤 | 発売日         | タイトル                   | 通常盤     |           | オリコン 最高位 |
| ---------- | -------------- | -------------------------- | ---------- | --------- | --------------- |
| 1st        | 2009年8月5日   | ユメ・ミル・ココロ         |            | LACM-4634 | 81位            |
| 2nd        | 2009年12月9日  | hide and seek              | LACM-4676  | 102位     |                 |
| 3rd        | 2010年9月8日   | いじわるな恋               | LACM-4739  | 64位      |                 |
| 4th        | 2010年11月26日 | メタメリズム               | LHCM-1083  | 52位      |                 |
| 5th        | 2011年5月25日  | つまさきだち               | LHCM-31092 | LHCM-1092 | 29位            |
| 6th        | 2012年8月8日   | パズル／ビギナードライバー |            | LACM-4973 | 42位            |
| 7th        | 2012年11月14日 | COLORS!                    | LACM-14023 | 29位      |                 |
| 8th        | 2014年3月5日   | Happy Garland              | LACM-14211 | 54位      |                 |
| 9th        | 2014年5月14日  | ルーペ                     | LACM-14212 | 37位      |                 |
| 10th       | 2014年7月9日   | 打ち上げ花火               | LACM-14213 | 29位      |                 |
| 11th       | 2014年9月10日  | マイザーズドリーム         | LACM-14214 | 54位      |                 |
| 12th       | 2014年11月5日  | Shooting Star              | LACM-14215 | 47位      |                 |

### アルバム
|            | 発売日         | タイトル       | 規格品番    | 規格品番   | オリコン 最高位 |
| 初回限定盤 | 発売日         | タイトル       | 通常盤      |            | オリコン 最高位 |
| ---------- | -------------- | -------------- | ----------- | ---------- | --------------- |
| 1st        | 2011年11月23日 | ココロケシキ   | LACA-35175  | LACA-15175 | 24位            |
| 2nd        | 2013年4月3日   | ミアゲタケシキ | LACA-35286  | LACA-15286 | 14位            |
| 3rd        | 2015年11月25日 | カサナルケシキ | LACA-35528  | LACA-15528 | 54位            |
| ミニ       | 2017年11月22日 | デアエタケシキ |             | LACA-15682 | 82位            |
| ベスト     | 2019年8月28日  | カナエルケシキ | LACA-9688/9 | 20位       |                 |

### 映像作品
|     | 発売日        | タイトル                                            | 規格品番  | 規格品番  |
| BD  | 発売日        | タイトル                                            | DVD       |           |
| --- | ------------- | --------------------------------------------------- | --------- | --------- |
| 1st | 2012年6月27日 | 伊藤かな恵 ファーストライブツアー2012"ココロケシキ" | LABX-8009 | LABM-7095 |

### タイアップ
| 楽曲               | タイアップ                                     | 時期   |
| ------------------ | ---------------------------------------------- | ------ |
| ユメ・ミル・ココロ | テレビアニメ『大正野球娘。』エンディングテーマ | 2009年 |
| いじわるな恋       | OVA『今日、恋をはじめます』エンディングテーマ  | 2010年 |
| メタメリズム       | テレビアニメ『侵略!イカ娘』エンディングテーマ  | 2010年 |
| つまさきだち       | テレビアニメ『そふてにっ』エンディングテーマ   | 2011年 |
| パズル             | OVA『侵略!!イカ娘』エンディングテーマ          | 2012年 |
| マイザーズドリーム | OVA『侵略!!イカ娘』エンディングテーマ          | 2014年 |

### キャラクターソング
| 発売日         | 商品名                                                                                           | 歌 | 楽曲 | 備考                                                                          |
| -------------- | ------------------------------------------------------------------------------------------------ | --- | --- | ----------------------------------------------------------------------------- |
| 2008年11月5日  | にじいろキャラチェンジ！                                                                         | あむ（伊藤かな恵） with ラン（阿澄佳奈）、ミキ（加藤奈々絵）、スゥ（豊崎愛生）                                                                 | 「にじいろキャラチェンジ！」 | ゲーム『しゅごキャラ! あむのにじいろキャラチェンジ』オープニングテーマ        |
| 2008年11月5日  | にじいろキャラチェンジ！                                                                         | あむ（伊藤かな恵） with ラン（阿澄佳奈）、ミキ（加藤奈々絵）、スゥ（豊崎愛生）                                                                 | 「最強LOVE POWER」 | ゲーム『しゅごキャラ! あむのにじいろキャラチェンジ』エンディングテーマ        |
| 2009年1月28日  | テイルズ オブ ザ ワールド レディアントマイソロジー2 オリジナル・サウンドトラック                 | BACK-ON、カノンノ・イアハート（伊藤かな恵） | 「flyaway（『テイルズ オブ』Remix）」 | ゲーム『テイルズ オブ ザ ワールド レディアントマイソロジー2』関連曲           |
| 2009年3月18日  | しゅごキャラ! キャラクターソングコレクション 1                                                   | あむ（伊藤かな恵） with ラン（阿澄佳奈）、ミキ（加藤奈々絵）、スゥ（豊崎愛生）                                                                 | 「Happy Xmas」 | テレビアニメ『しゅごキャラ!! どきっ』挿入歌                                   |
| 2009年3月18日  | しゅごキャラ! キャラクターソングコレクション 1                                                   | 日奈森あむ（伊藤かな恵） | 「君のBirthday」 | テレビアニメ『しゅごキャラ!! どきっ』挿入歌                                   |
| 2009年5月1日   | ドラマCD わがまま戦隊ブルームハート！                                                            | ブルームハート | 「咲き誇れ！ブルームハート！」 | ドラマCD『わがまま戦隊ブルームハート！』主題歌                                |
| 2009年7月22日  | 浪漫ちっくストライク。                                                                           | 鈴川小梅（伊藤かな恵）、小笠原晶子（中原麻衣）、川島乃枝（植田佳奈）、宗谷雪（能登麻美子）                                                     | 「浪漫ちっくストライク。」 | テレビアニメ『大正野球娘。』オープニングテーマ                                |
| 2009年7月22日  | 浪漫ちっくストライク。                                                                           | 鈴川小梅（伊藤かな恵）、小笠原晶子（中原麻衣）                                                                                                 | 「キミとJUMPING」 | テレビアニメ『大正野球娘。』関連曲                                            |
| 2009年8月5日   | しゅごキャラ! キャラクターソングコレクション2                                                    | あむ（伊藤かな恵） with ガーディアン（辺里唯世〈高木礼子〉、藤咲なでしこ・なぎひこ〈千葉紗子〉、結木やや〈中村知子〉、真城りま〈矢作紗友里〉） | 「カラフルハートビート」 | テレビアニメ『しゅごキャラ!! どきっ』関連曲                                   |
| 2009年8月5日   | しゅごキャラ! キャラクターソングコレクション2                                                    | 奈森あむ（伊藤かな恵） | 「シークレットプリンセス」 | テレビアニメ『しゅごキャラ!! どきっ』関連曲                                   |
| 2009年9月30日  | 星空とハルモニア                                                                                 | 明野美星（伊藤かな恵） | 「トキメキ座流星群☆」 | テレビアニメ『宙のまにまに』関連曲                                            |
| 2009年10月7日  | 大正野球娘。 音楽集                                                                              | 鈴川小梅（伊藤かな恵） | 「パイノパイノパイ（東京節）」 | テレビアニメ『大正野球娘。』挿入歌                                            |
| 2009年10月23日 | buddy-body                                                                                       | メローナ（釘宮理恵）、メナス（後藤邑子）、アイリ（伊藤かな恵）                                                                                 | 「buddy-body」 「buddy-body（冥界Boogie ver.）」 | テレビアニメ『クイーンズブレイド 玉座を継ぐ者』エンディングテーマ             |
| 2009年10月23日 | クイーンズブレイド 流浪の戦士 キャラクターソング+ショートドラマ〜アイリVer.                      | アイリ（伊藤かな恵） | 「maid in」 | テレビアニメ『クイーンズブレイド 流浪の戦士』関連曲                           |
| 2009年12月22日 | TVアニメ「クイーンズブレイド」オリジナル・サウンド・トラック vol.2 王座を継ぐ者                  | メローナ（釘宮理恵）、メナス（後藤邑子）、アイリ（伊藤かな恵）                                                                                 | 「buddy-body（TVサイズ）メローナver.」 「buddy-body（TVサイズ）メナスver.」 「buddy-body（TVサイズ）アイリver.」 | テレビアニメ『クイーンズブレイド 玉座を継ぐ者』エンディングテーマ             |
| 2010年2月17日  | しゅごキャラ! キャラクターソングコレクション3                                                    | 日奈森あむ（伊藤かな恵） | 「合い言葉はオープンハート」 「はんぶんこのハート」 「夢追いRACER」 | テレビアニメ『しゅごキャラ! パーティー!』関連曲                               |
| 2010年2月17日  | しゅごキャラ! キャラクターソングコレクション3                                                    | ラン（阿澄佳奈）、ミキ（加藤奈々絵）、スゥ（豊崎愛生）、ダイヤ（伊藤かな恵）                                                                   | 「たまご戦士しゅごボンバー」 | テレビアニメ『しゅごキャラ! パーティー!』関連曲                               |
| 2010年3月25日  | クイーンズブレイド ヴォーカル・コンプリート・アルバム                                            | メローナ（釘宮理恵）、メナス（後藤邑子）、アイリ（伊藤かな恵）                                                                                 | 「buddy-body（アルバム Re.トラックダウン Ver.）」 | テレビアニメ『クイーンズブレイド 玉座を継ぐ者』関連曲                         |
| 2010年4月28日  | とある科学の超電磁砲 アーカイブス2                                                               | 佐天涙子（伊藤かな恵） | 「ナミダ御免のGirls Beat」 | テレビアニメ『とある科学の超電磁砲』関連曲                                    |
| 2010年5月12日  | はっぴぃ にゅう にゃあ/イチャラブ Come Home!                                                     | 芹沢文乃（伊藤かな恵）、梅ノ森千世（井口裕香）、霧谷希（竹達彩奈）                                                                             | 「はっぴぃ にゅう にゃあ」 | テレビアニメ『迷い猫オーバーラン！』オープニングテーマ                        |
| 2010年5月12日  | はっぴぃ にゅう にゃあ/イチャラブ Come Home!                                                     | 芹沢文乃（伊藤かな恵）、梅ノ森千世（井口裕香）、霧谷希（竹達彩奈）                                                                             | 「イチャラブ Come Home!」 | テレビアニメ『迷い猫オーバーラン！』エンディングテーマ                        |
| 2010年6月9日   | 迷い猫オーバーラン キャラクターCD1 芹沢文乃                                                      | 芹沢文乃（伊藤かな恵） | 「ストライプはシマシマ」 「はっぴぃ にゅう にゃあ」 | テレビアニメ『迷い猫オーバーラン！』関連曲                                    |
| 2010年7月30日  | 迷い猫オーバーラン！ ミュージックCD1                                                             | 芹沢文乃（伊藤かな恵）、梅ノ森千世（井口裕香）、霧谷希（竹達彩奈）                                                                             | 「迷い猫同好会の歌」 | テレビアニメ『迷い猫オーバーラン！』エンディングテーマ                        |
| 2010年7月30日  | とある科学の超電磁砲 アーカイブス3                                                               | 初春飾利（豊崎愛生）、佐天涙子（伊藤かな恵）                                                                                                   | 「カンペキWill」 | テレビアニメ『とある科学の超電磁砲』関連曲                                    |
| 2010年8月11日  | Happy Sunshine                                                                                   | エリス（伊藤かな恵） | 「Happy Sunshine」 | テレビアニメ『あそびにいくヨ！』エンディングテーマ                            |
| 2010年8月11日  | Happy Sunshine                                                                                   | エリス（伊藤かな恵） | 「wonderfulな世界」 | テレビアニメ『あそびにいくヨ！』関連曲                                        |
| 2010年8月25日  | OVA クイーンズブレイド 美しき闘士たち 第1巻初回生産特典CD                                        | 美しき闘士たち | 「美闘士カーニバル〜たおれる時は前向きに〜 cheio：full」 「美闘士カーニバル〜たおれる時は前向きに〜 um：1」 | OVA『クイーンズブレイド 美しき闘士たち』エンディングテーマ                    |
| 2010年8月27日  | 迷い猫オーバーラン！ ミュージックCD2                                                             | 梅ノ森学園 スパッツ派 | 「ハートのスパッツに」 | テレビアニメ『迷い猫オーバーラン！』挿入歌                                    |
| 2010年9月8日   | あそびにいくヨ! ドラマ+キャラソンCD〜きもめだししました〜                                        | エリス（伊藤かな恵）、金武城真奈美（戸松遥）、双葉アオイ（花澤香菜）                                                                           | 「スマイル☆ピース」 | テレビアニメ『あそびにいくヨ！』エンディングテーマ                            |
| 2010年9月22日  | OVA クイーンズブレイド 美しき闘士たち 第2巻 初回生産特典CD                                       | 美しき闘士たち | 「美闘士カーニバル〜たおれる時は前向きに〜 dois：2」 | OVA『クイーンズブレイド 美しき闘士たち』エンディングテーマ                    |
| 2010年10月6日  | オオカミさんと七人の仲間たち キャラクターソングアルバム オトギソングス BEST10                    | 赤井林檎（伊藤かな恵） | 「狼なんか怖くない」 | テレビアニメ『オオカミさんと七人の仲間たち』関連曲                            |
| 2010年11月10日 | 神のみキャラCD.0 エルシィ starring 伊藤かな恵                                                    | エルシィ（伊藤かな恵） | 「Oh!まい☆GOD!!」 | テレビアニメ『神のみぞ知るセカイ』挿入歌                                      |
| 2010年11月10日 | 神のみキャラCD.0 エルシィ starring 伊藤かな恵                                                    | エルシィ（伊藤かな恵） | 「コイノシルシ from Elsie」 | テレビアニメ『神のみぞ知るセカイ』エンディングテーマ                          |
| 2010年12月8日  | コイノシルシ                                                                                     | 神のみぞ知り隊 | 「コイノシルシ」 | テレビアニメ『神のみぞ知るセカイ』エンディングテーマ                          |
| 2010年12月8日  | コイノシルシ                                                                                     | 高原歩美（竹達彩奈） with エルシィ（伊藤かな恵）                                                                                               | 「コイノシルシ feat.高原歩美」 | テレビアニメ『神のみぞ知るセカイ』エンディングテーマ                          |
| 2010年12月8日  | コイノシルシ                                                                                     | 青山美生（悠木碧） with エルシィ（伊藤かな恵）、歩美（竹達彩奈）                                                                               | 「コイノシルシ feat.青山美生」 | テレビアニメ『神のみぞ知るセカイ』エンディングテーマ                          |
| 2010年12月8日  | コイノシルシ                                                                                     | 中川かのん（東山奈央） with エルシィ（伊藤かな恵）、歩美（竹達彩奈）、美生（悠木碧）                                                           | 「コイノシルシ feat.中川かのん」 | テレビアニメ『神のみぞ知るセカイ』エンディングテーマ                          |
| 2010年12月8日  | コイノシルシ                                                                                     | 汐宮栞（花澤香菜） with エルシィ（伊藤かな恵）、歩美（竹達彩奈）、美生（悠木碧）、かのん（東山奈央）                                           | 「コイノシルシ feat.汐宮栞」 | テレビアニメ『神のみぞ知るセカイ』エンディングテーマ                          |
| 2010年12月22日 | もっとTo LOVEる -とらぶる- キャラクターCD3 ナナ&モモ                                             | ナナ・アスタ・デビルーク（伊藤かな恵） | 「ナナいろノーサンキュウ！」 | テレビアニメ『もっとTo LOVEる -とらぶる-』関連曲                              |
| 2011年2月23日  | To LOVEる -とらぶる- Music CD2                                                                   | ナナ（伊藤かな恵）、モモ（豊崎愛生） | 「ごめん!からまっちゃっTail」 | テレビアニメ『もっとTo LOVEる -とらぶる-』関連曲                              |
| 2011年3月2日   | THE BEST: TALES OF THE WORLD RADIANT MYTHOLOGY Plus                                              | パスカ・カノンノ（工藤晴香）、カノンノ・イアハート（伊藤かな恵）、カノンノ・グラスバレー（平野綾）                                             | 「ラヴ・ビート」 | ゲーム『テイルズ オブ ザ ワールド レディアントマイソロジー2』関連曲           |
| 2011年3月2日   | THE BEST: TALES OF THE WORLD RADIANT MYTHOLOGY Plus                                              | カノンノ・イアハート（伊藤かな恵） | 「光と影」 | ゲーム『テイルズ オブ ザ ワールド レディアントマイソロジー2』関連曲           |
| 2011年4月27日  | るーるぶっくを忘れちゃえ                                                                         | ULTRA-PRISM with 白玉中ソフトテニス部 | 「るーるぶっくを忘れちゃえ」 | テレビアニメ『そふてにっ』オープニングテーマ                                  |
| 2011年7月6日   | そふてにっ キャラソン+ドラマアルバム がっしゅくっ？                                              | 春風明日菜（伊藤かな恵） | 「天高くもやもやる才能」 | テレビアニメ『そふてにっ』関連曲                                              |
| 2011年9月7日   | 花咲くいろは キャラクターソング セミスイート                                                     | 松前緒花（伊藤かな恵） | 「セミスイート」 「空に近い場所」 | テレビアニメ『花咲くいろは』関連曲                                            |
| 2011年9月21日  | Greetings from special agents Elysia de Lute Ima and Haqua d'rot Herminium                       | 駆け魂隊 | 「Nonstop!! Hunters」 「コイノシルシ feat.駆け魂隊」 「Good Night Song 〜同じ空の下で〜」 「アイノヨカン feat. 駆け魂隊」                                                                                               | テレビアニメ『神のみぞ知るセカイ』関連曲                                      |
| 2011年9月21日  | Greetings from special agents Elysia de Lute Ima and Haqua d'rot Herminium                       | エルシィ（伊藤かな恵） | 「アタフタNight & Day!」 「アイノヨカン from Elsie」 | テレビアニメ『神のみぞ知るセカイ』関連曲                                      |
| 2011年10月26日 | 残念系隣人部★★☆                                                                                  | 友達つくり隊 | 「残念系隣人部★★☆」 | テレビアニメ『僕は友達が少ない』オープニングテーマ                            |
| 2011年10月26日 | 残念系隣人部★★☆                                                                                  | 三日月夜空（井上麻里奈）、柏崎星奈（伊藤かな恵）                                                                                               | 「笑顔のデッサン」 | OVA『僕は友達が少ない』エンディングテーマ                                     |
| 2011年11月25日 | あたしのキ・モ・チ                                                                               | 柏崎星奈（伊藤かな恵） | 「あたしのキ・モ・チ」 | テレビアニメ『僕は友達が少ない』関連曲                                        |
| 2011年12月21日 | 長月早苗☆アイドルデビューシングル A,B,C,Dynamite girl!                                           | 長月早苗（伊藤かな恵） | 「A,B,C,Dynamite girl!」 「IKANIMO-純情！」 | テレビアニメ『侵略！イカ娘』関連曲                                            |
| 2011年12月21日 | ロウきゅーぶ！ いんたーばる3                                                                     | 荻山葵（伊藤かな恵） | 「青じゃなくって水色」 | テレビアニメ『ロウきゅーぶ！』関連曲                                          |
| 2011年12月21日 | 「神のみぞ知るセカイ」キャラクター・カバーALBUM 〜選曲:若木民喜〜                                | エルシィ（伊藤かな恵） | 「Dancing Star」 | テレビアニメ『神のみぞ知るセカイ』関連曲                                      |
| 2012年3月16日  | プリティーリズム・オーロラドリーム プリズム☆ミュージックコレクション                             | 久里須かなめ（伊藤かな恵） | 「Shall We Go?!」 | テレビアニメ『プリティーリズム・オーロラドリーム』挿入歌                      |
| 2012年4月25日  | フォトカノ キャラクターソング vol.1 新見遙佳                                                     | 新見遙佳（伊藤かな恵） | 「ハートのエース」 「ムーンライト スターライト」 「フォトグラフメモリー」 | ゲーム『フォトカノ』関連曲                                                    |
| 2012年5月23日  | Party! Love Beat!/想っている ずっと…                                                             | パスカ・カノンノ（工藤晴香）、カノンノ・イアハート（伊藤かな恵）、カノンノ・グラスバレー（平野綾）                                             | 「Party! Love Beat!」 | ゲーム『テイルズ オブ ザ ワールド レディアントマイソロジー2』関連曲           |
| 2012年5月23日  | 時世界〜トキセカイ〜/ふわっふわのまほう                                                          | アミル（伊藤かな恵）、ネリス（相沢舞）、エアリィ（三上枝織）                                                                                   | 「時世界〜トキセカイ〜」 | テレビアニメ『シャイニング・ハーツ 〜幸せのパン〜』オープニングテーマ         |
| 2012年5月23日  | 時世界〜トキセカイ〜/ふわっふわのまほう                                                          | アミル（伊藤かな恵）、ネリス（相沢舞）、エアリィ（三上枝織）                                                                                   | 「ふわっふわのまほう」 | テレビアニメ『シャイニング・ハーツ 〜幸せのパン〜』エンディングテーマ         |
| 2012年9月5日   | 織田信奈の野望 歌姫01 Music of the different world 織田信奈/蜂須賀五右衛門                       | 織田信奈（伊藤かな恵） | 「ヒトツノネガイ」 | テレビアニメ『織田信奈の野望』関連曲                                          |
| 2012年12月19日 | プリティーリズム・ディアマイフューチャー プリズム☆ソングコレクション「Life is Just a Miracle」   | P&P | 「サンキュッ!!」 | テレビアニメ『プリティーリズム・ディアマイフューチャー』挿入歌                |
| 2012年12月22日 | o LOVEる -とらぶる- ダークネス キャラクターシングル/ナナ・アスタ・デビルーク starring 伊藤かな恵 | ナナ・アスタ・デビルーク（伊藤かな恵） | 「ナ・ナ・フ・シ・ギ」 「そして君と恋をする from ナナ」 | テレビアニメ『To LOVEる -とらぶる- ダークネス』関連曲                         |
| 2013年2月6日   | Be My Friend                                                                                     | 隣人部 | 「Be My Friend」 | テレビアニメ『僕は友達が少ないNEXT』オープニングテーマ                        |
| 2013年2月6日   | 僕らの翼                                                                                         | 隣人部 | 「僕らの翼」 | テレビアニメ『僕は友達が少ないNEXT』エンディングテーマ                        |
| 2013年2月27日  | ソードアート・オンライン BD・DVD第5巻特典CD                                                      | ユイ（伊藤かな恵） | 「I know "ai"」 | テレビアニメ『ソードアート・オンライン』関連曲                                |
| 2013年3月20日  | プリティーリズム・ディアマイフューチャー プリズム☆ミュージックコレクション                       | せれのん with K | 「よいなかそ♪」 | テレビアニメ『プリティーリズム・ディアマイフューチャー』挿入歌                |
| 2013年4月24日  | To LOVEる -とらぶる- ダークネス キャラクターアルバム                                             | ナナ・アスタ・デビルーク（伊藤かな恵） | 「油断×大敵」 | テレビアニメ『To LOVEる -とらぶる- ダークネス』関連曲                         |
| 2013年4月24日  | To LOVEる -とらぶる- ダークネス キャラクターアルバム                                             | 金色の闇（福圓美里）、モモ（豊崎愛生）、ララ（戸松遥）、ナナ（伊藤かな恵）                                                                     | 「そして君と恋をする」 | テレビアニメ『To LOVEる -とらぶる- ダークネス』関連曲                         |
| 2013年6月26日  | ソードアート・オンライン BD・DVD第9巻特典CD                                                      | キリト（松岡禎丞）、アスナ（戸松遥）、リーファ（竹達彩奈）、ユイ（伊藤かな恵）、シリカ（日高里菜）、リズベット（高垣彩陽）                     | 「Sing All Overtures」 | テレビアニメ『ソードアート・オンライン』関連曲                                |
| 2013年9月4日   | 神のみキャラCD.000 エルシィ&ハクア                                                               | エルシィ（伊藤かな恵） | 「ろまんちっく☆2Night」 | テレビアニメ『神のみぞ知るセカイ 女神篇』関連曲                               |
| 2013年12月11日 | 2B PENCILS                                                                                       | 2B PENCILS | 「QUESTION?」 「Heart Beatにご用心！（バンドアレンジ）」 「Wonder Chance（バンドアレンジ）」 「Oh!まい☆GOD!!（バンドアレンジ）」 「DIVE into the SKY」 「Special Memory」 「NO.1」 「It's All Right（バンドアレンジ）」 | テレビアニメ『神のみぞ知るセカイ 女神篇』関連曲                               |
| 2014年2月11日  | 「神のみぞ知るセカイ」キャラクター・カバーALBUM2 〜選曲:若木民喜〜                               | エルシィ（伊藤かな恵） | 「アッセンブル・インサート」 | テレビアニメ『神のみぞ知るセカイ』関連曲                                      |
| 2014年2月11日  | 「神のみぞ知るセカイ」キャラクター・カバーALBUM2 〜選曲:若木民喜〜                               | 桂木桂馬（下野紘） with エルシィ（伊藤かな恵）                                                                                                 | 「女の子って」 | テレビアニメ『神のみぞ知るセカイ』関連曲                                      |
| 2014年4月23日  | ソードアート・オンライン Extra Edition BD・DVD特典CD                                             | ユイ（伊藤かな恵） | 「Heart Sweet Heart」 | テレビアニメ『ソードアート・オンライン Extra Edition』関連曲                  |
| 2015年1月14日  | プリティーリズム・スペシャルコンプリートCD BOX                                                   | 赤井めが姉ぇ（伊藤かな恵）、赤井めが兄ぃ（諏訪部順一） / コーラス：SoLaMi♡SMILE                                                                | 「Welcome! Girls!」 | 「プリティーリズム」関連曲                                                    |
| 2015年3月25日  | ソードアート・オンラインII BD・DVD第6巻特典CD                                                    | リーファ（竹達彩奈）、ユイ（伊藤かな恵）、シリカ（日高里菜）、リズベット（高垣彩陽）                                                           | 「Memorial Calibur」 | テレビアニメ『ソードアート・オンラインII』関連曲                              |
| 2015年5月27日  | 真・三國無双7 デュエットソングス 〜双璧歌曲〜                                                    | 司馬昭（岸尾だいすけ）、王元姫（伊藤かな恵）                                                                                                   | 「PROMISE」 | ゲーム『真・三國無双7』関連曲                                                 |
| 2015年11月25日 | To LOVEる -とらぶる- ダークネス 2nd キャラクターソングCD/恋のため息                              | モモ・ベリア・デビルーク（豊崎愛生）、ナナ・アスタ・デビルーク（伊藤かな恵）                                                                   | 「恋のため息」 「最愛Darling!」 | テレビアニメ『To LOVEる -とらぶる- ダークネス 2nd』関連曲                     |
| 2015年12月16日 | 「初恋の歌」〜LOVE SONGS〜                                                                       | 野々村咲美（伊藤かな恵） | 「Permit」 | ゲーム『初恋の歌』関連曲                                                      |
| 2016年4月20日  | CR織田信奈の野望 主題歌                                                                          | 織田信奈（伊藤かな恵） | 「my serment」 | パチンコ『CR織田信奈の野望』主題歌                                            |
| 2016年6月22日  | プリパラ☆ミュージックコレクション season.2                                                       | 赤井めが姉ぇ（伊藤かな恵） | 「ヴァーチャデリアイドル♥」 | テレビアニメ『プリパラ』挿入歌                                                |
| 2017年3月15日  | ガールフレンド（仮） キャラクターソングシリーズ Vol.03                                           | 佐伯鞠香（伊藤かな恵） | 「STAND BY OK!」 | ゲーム『ガールフレンド（仮）』関連曲                                          |
| 2017年4月19日  | ガールフレンド（仮） キャラクターソングシリーズ Vol.04                                           | ランチタイムデザート | 「今輝く日々」 | ゲーム『ガールフレンド（仮）』関連曲                                          |
| 2017年12月8日  | プリパラ ULTRA MEGA MIX COLLECTION Vol.2                                                         | 赤井めが姉ぇ（伊藤かな恵） | 「ヴァーチャデリアイドル♥（Y&Co. Dance Remix）」 | テレビアニメ『プリパラ』関連曲                                                |
| 2018年1月31日  | Journey to the Sunshine                                                                          | Aqoursと浦の星の仲間たち | 「勇気はどこに？君の胸に！」 | テレビアニメ『ラブライブ！サンシャイン!!』第2期エンディングテーマ             |
| 2018年3月25日  | GAME PriPara Music Collection vol.5                                                              | マイキャラガールズ | 「Forever Friends 〜1/74億分の奇跡〜」 | ゲーム『アイドルタイムプリパラ』関連曲                                        |
| 2018年3月25日  | GAME PriPara Music Collection vol.5                                                              | マイキャラ☆おっとり（伊藤かな恵） | 「Forever Friends 〜1/74億分の奇跡〜」 | ゲーム『アイドルタイムプリパラ』関連曲                                        |
| 2018年5月21日  | CR織田信奈の野望IIテーマソング                                                                   | 織田信奈（伊藤かな恵） | 「Hit a.〜Period〜」 | パチンコ『CR織田信奈の野望II』テーマソング                                    |
| 2018年6月30日  | GAME PriPara Music Collection vol.6                                                              | マイキャラガールズ | 「スススス天才スマイル」 | ゲーム『アイドルタイムプリパラ』関連曲                                        |
| 2018年6月30日  | GAME PriPara Music Collection vol.6                                                              | マイキャラ☆おっとり（伊藤かな恵） | 「スススス天才スマイル」 | ゲーム『アイドルタイムプリパラ』関連曲                                        |
| 2018年9月22日  | GAME PriPara Music Collection vol.7                                                              | マイキャラガールズ | 「ありがとう、ごめんね、また明日」 | ゲーム『アイドルタイムプリパラ』関連曲                                        |
| 2018年9月22日  | GAME PriPara Music Collection vol.7                                                              | マイキャラ☆おっとり（伊藤かな恵） | 「ありがとう、ごめんね、また明日」 | ゲーム『アイドルタイムプリパラ』関連曲                                        |
| 2019年5月25日  | GAME Pri☆chan Music Collection vol.1                                                             | マイキャラガールズ | 「パシャッとパシャ☆ステでゴー！ 〜Go★Go Pri☆chan!〜」 | ゲーム『キラッとプリ☆チャン』関連曲                                           |
| 2019年5月25日  | GAME Pri☆chan Music Collection vol.1                                                             | マイキャラ☆おっとり（伊藤かな恵） | 「パシャッとパシャ☆ステでゴー！ 〜Go★Go Pri☆chan!〜」 | ゲーム『キラッとプリ☆チャン』関連曲                                           |
| 2019年6月12日  | Fate/kaleid liner Prisma☆Illya プリズマ☆ファンタズム 音楽集                                      | 穂群原学園小等部のみんな | 「カレイド☆フェスティバル！」 | OVA『Fate/kaleid liner Prisma☆Illya プリズマ☆ファンタズム』オープニングテーマ |
| 2019年9月14日  | GAME Pri☆chan Music Collection vol.2                                                             | マイキャラガールズ | 「Forever Friends 〜1/74億分の奇跡〜（プリ☆チャン2018ver.）」 「スススス天才スマイル（プリ☆チャン2018ver.）」 「ありがとう、ごめんね、また明日（プリ☆チャン2018ver.）」                                                 | ゲーム『キラッとプリ☆チャン』関連曲                                           |
| 2021年8月25日  | マギアレコード魔法少女まどか☆マギカ外伝 Music Collection 2                                       | カミハ☆マギカ | 「叶えちゃお」 | ゲーム『マギアレコード 魔法少女まどか☆マギカ外伝』関連曲                      |

### その他参加楽曲
| 発売日         | 商品名                                                 | 歌                     | 楽曲 | 備考                                                       |
| -------------- | ------------------------------------------------------ | ---------------------- | --- | ---------------------------------------------------------- |
| 2008年12月26日 | DJCD 神戸前向女学院。II                                | 井上麻里奈、伊藤かな恵 | 「マエムキ＞＞」 「神戸マエムキ女学院。校歌」 | ラジオ『神戸前向女学院。』テーマソング                     |
| 2009年11月4日  | 7ブンノ5デイズ/メジルシは君さ                          | 超ラジ!Girls           | 「7ブンノ5デイズ」 「メジルシは君さ」 | ラジオ『Voice of A&G Digital 超ラジ!Girls』テーマソング    |
| 2010年5月5日   | 新・百歌声爛 -女性声優編-                              | 伊藤かな恵             | 「こころのたまご」〜 「Super Noisy Nova」〜 「ハートのつばさ」〜 「FRUITS CANDY」〜 「おはよう。」〜 「Successful Mission」〜 「メリッサ」〜 「ハートを磨くっきゃない」〜 「ウィーアー!」〜 「やさしさに包まれたなら」                                                                                                   |                                                            |
| 2010年7月15日  | -                                                      | 伊藤かな恵             | 「Dreamin' Boys&girls」 「D@nce 〜まほうのグルーヴ〜」 「かたおもいマイハート」 「Step! Step! Step!」 「Original 〜私だけのキラキラファッション〜」 「サマーナイトEvolution!」 「ちょうちょう（PRISM MIX）」 「とびっきり！ポップン☆サマー」 「フワフワスノーにあったかハート♥」 「まちきれない！アフタースクールRock!」 | ゲーム『プリティーリズム』関連曲                           |
| 2020年9月23日  | 月に棲む星のうた 特典CD「イトシキヒビ/スピカ」〜Duet〜 | 伊藤かな恵、きみコ     | 「イトシキヒビ」 |                                                            |
| 2020年9月23日  | 月に棲む星のうた 特典CD「イトシキヒビ/スピカ」〜Solo〜 | 伊藤かな恵             | 「イトシキヒビ」 |                                                            |
| 2024年5月29日  | CrosSing Collection vol.4                              | 伊藤かな恵             | 「memories」 | カバーソングプロジェクト『CrosSing - Music＆Voice-』関連曲 |

## 書籍
- 伊藤かな恵写真集『かな恵る 〜ka na e ru〜』（2011年9月15日、学習研究社、ISBN 978-4-05-405069-3）